# Thời đại đồ đồng

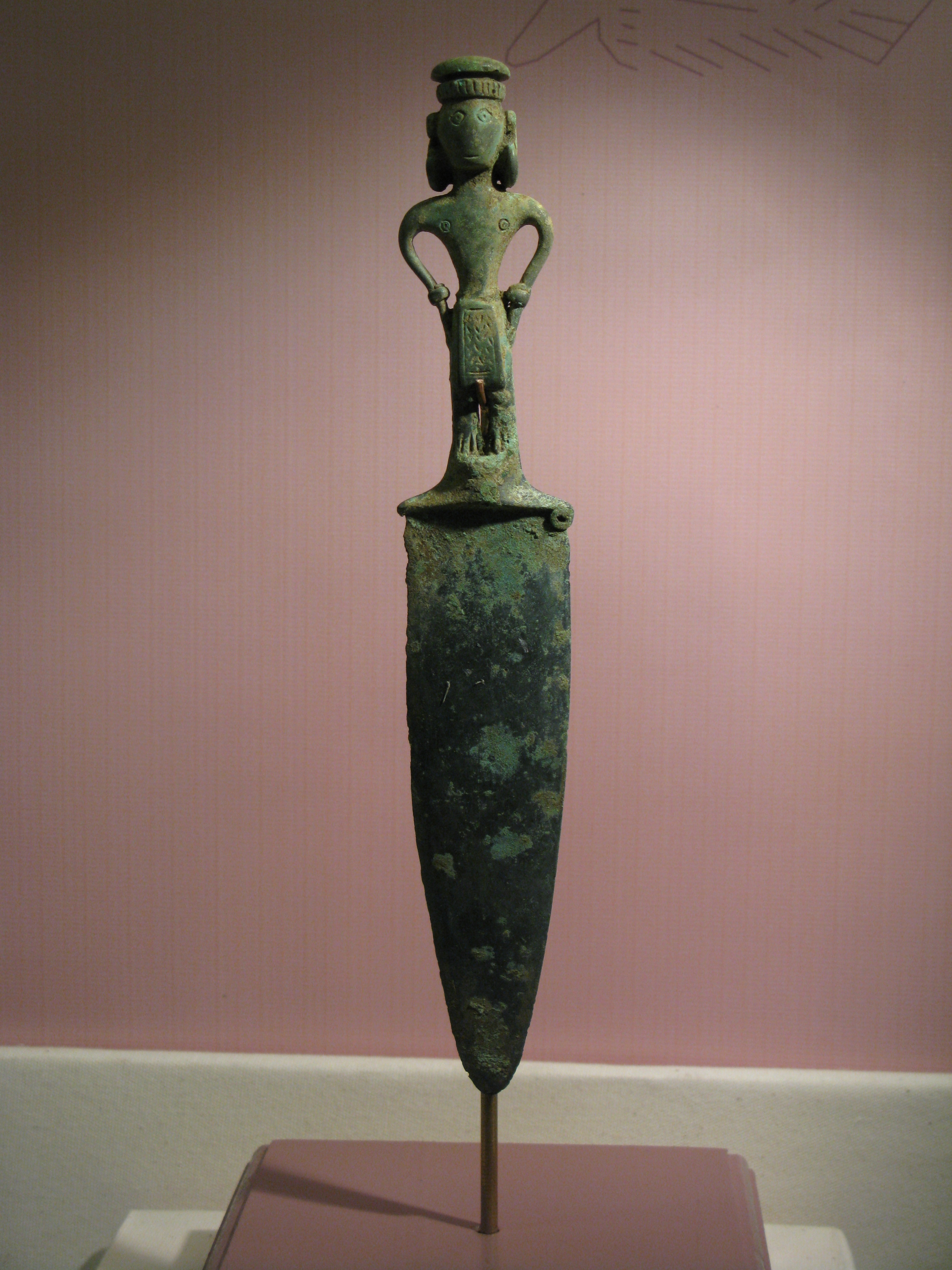
Dao găm bằng đồng từ thời văn hoá Đông Sơn

Thời đại đồ đồng là một thời kỳ trong sự phát triển của nền văn minh khi phần lớn công việc luyện kim tiên tiến (ít nhất là trong sử dụng có hệ thống và rộng rãi) bao gồm các kỹ thuật để nấu chảy đồng và thiếc từ các loại quặng lộ thiên sẵn có trong tự nhiên, và sau đó phối trộn các kim loại này với nhau để tạo ra đồng đỏ (đồng thiếc). Thời đại đồ đồng tạo thành một phần của hệ thống ba thời đại cho các xã hội tiền sử. Trong hệ thống đó, nó diễn ra sau thời đại đồ đá mới trong một số khu vực trên thế giới. Tại nhiều khu vực của châu Phi Hạ Sahara thì thời đại đồ đá mới được kế tiếp là thời đại đồ sắt mà không có thời đại đồ đồng.

## Aegea

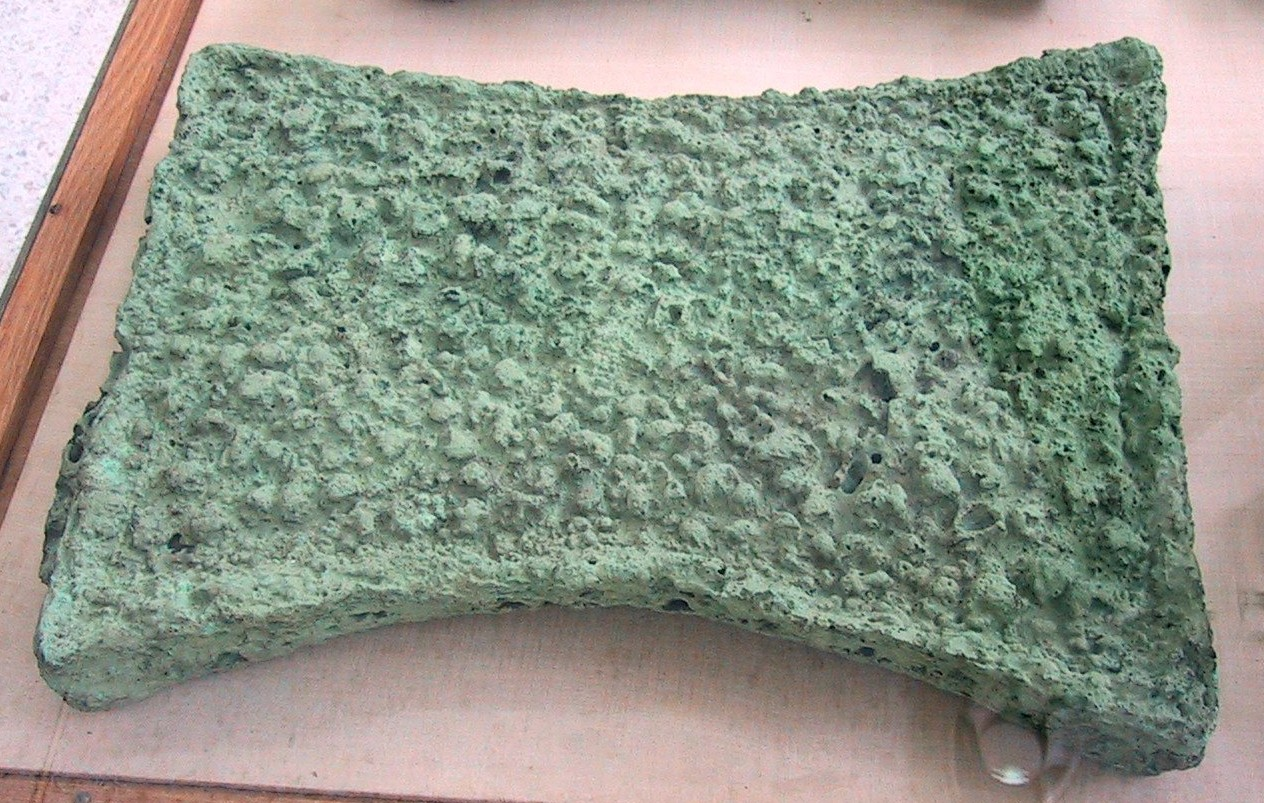
Thỏi đồng thanh thời kỳ đồ đồng tìm thấy tại Crete.

### Trung Âu

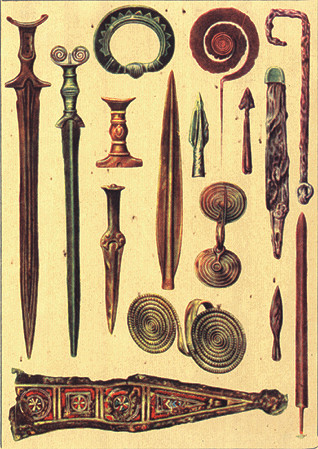
Vũ khí và đồ trang sức thời đại đồ đồng